# 디액션
디액션 (D.Action, 본명: 박경욱, 1985년 1월 14일 ~ )은 대한민국의 래퍼이며, 슬리피 (Sleepy)와 같은 언터쳐블의 멤버이다.

## 학력
- 경희대학교 연극영화학과

## 음반

### 언터쳐블
- 2008년 10월 10일 - It`s Okay
- 2009년 1월 8일 - Tell Me Way
- 2009년 6월 9일 - Oh
- 2009년 12월 11일 - 메리 크리스마스
- 2010년 2월 4일 - 가슴에 살아
- 2010년 6월 15일 - 회전목마
- 2010년 11월 18일 - Jiggy Get Down
- 2010년 12월 2일 - 닌리 브루스
- 2010년 12월 30일 - 단 사람만
- 2011년 5월 4일 - YOU YOU
- 2013년 11월 11일 - 배인
- 2013년 7월 12일 - CALL ME
- 2014년 6월 24일 - TAKE OUT
- 2014년 11월 7일 - 길이 보여
- 2014년 12월 3일 - Clockwork
- 2015년 1월 16일 - Cigarette & Liquor
- 2015년 2월 24일 - Mask On
- 2015년 3월 18일 - 크레파스

### 솔로
- 2016년 1월 20일 - Check it out
- 2016년 7월 19일 - 억만장자
- 2019년 12월 5일 - 녹취록
- 2020년 1월 20일 - Trap House
- 2020년 4월 28일 - ADDICT
- 2020년 8월 3일 - Feellin Xad